# Bezzia flavicorporis
Bezzia flavicorporis är en tvåvingeart som först beskrevs av Meillon 1939.  Bezzia flavicorporis ingår i släktet Bezzia och familjen svidknott. Inga underarter finns listade i Catalogue of Life.